# Noda (Iwate)
Noda (jap. 野田村 Noda-mura) – wieś w Japonii, na wyspie Honsiu, w prefekturze Iwate. Według danych na rok 2020 miejscowość zamieszkiwało 3 936 mieszkańców , a gęstość zaludnienia wyniosła 48,7 os./km².